# مقياس الشع المباشر

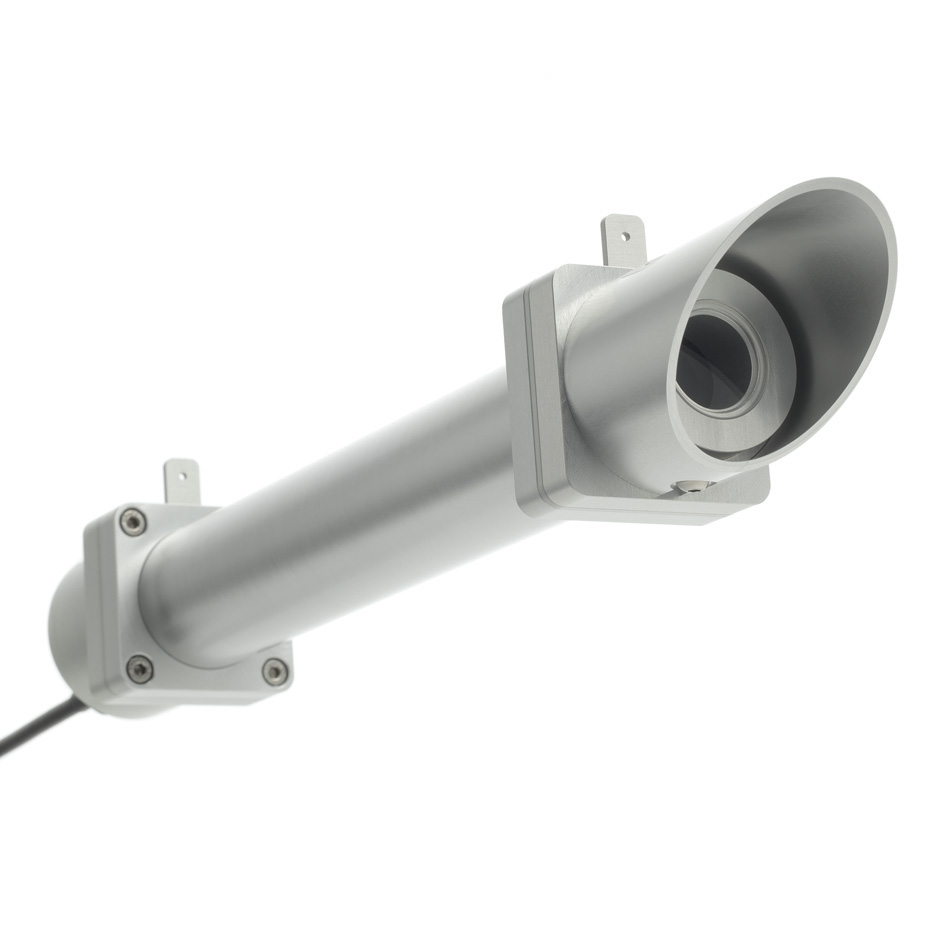
مقياس الإشعاع الشمسي المباشر

مقياس الشع المباشر أو مقياس الإشعاع الشمسي المباشر (بالإنجليزية: Pyrheliometer)‏ هو أداة لقياس الشعاع المباشر للإشعاع الشمسي.
ضوء الشمس يدخل الأداة من خلال نافذة ويتم توجيه الشعاع للصعود إلى أداه حراريه في الآلة
والتي تحول الحرارة إلى إشارة كهربائية يمكن تسجيلها.
يتم تحويل إشارة الجهد عبر صيغة لقياس القدرة بوحدة واط للمتر المربع الواحد. ويستخدم مع نظام التتبع الشمسي للحفاظ على توجيه الأداة إلى الشمس دائما. وغالبا ما يستخدم مقياس الإشعاع الشمسي المباشر في نفس الإعداد مع مقياس الإشعاع السماوي (البيرانومتر).

## المعايير
تتبع معايير مقياس الإشعاع الشمسي المباشر معايير المنظمة الدولية للمعايير ISO والمنظمة العالمية للأرصاد الجوية WMO

وتجري مقارنات بين أجهزة مقياس الإشعاع الشمسي المباشر لمعايرة وقياس كمية الطاقة الشمسية بصورة منتظمة. والهدف من هذه المقارنات الدولية التي تعقد كل 5 سنوات في مركز الإشعاع العالمي في دافوس هو ضمان المرجعية العالمية لكميات الطاقة الشمسيه في جميع أنحاء العالم .
وخلال هذا الحدث، يحضر جميع المشاركين أجهزتهم ، وأنظمة التتبع الشمسي وأنظمة الحصول
على البيانات لدافوس لإجراء قياسات الإشعاع الشمسي في وقت واحد مع المجموعة العالمية.

## التطبيقات
تستخدم نتائج هذه الأداة في الارصاد الجوية ، ورصد المناخ ، وتقييم كفاءة الخلايا الشمسية
والأجهزة الضوئية.